# Orindiúva
Orindiúva es un municipio brasilero del estado de São Paulo. Se localiza a una latitud 20º10'56" sur y a una longitud 49º21'05" oeste, estando a una altitud de 633 metros. La ciudad tiene una población de 5.675 habitantes (IBGE/2010) y área de 248,1 km². Orindiúva pertenece a la Microrregión de São José do Río Preto.

## Demografía
Datos del Censo - 2010
Población total: 5.675
- Urbana: 5.223
- Rural: 452
- Hombres: 2.899[5]
- Mujeres: 2.776

Densidad demográfica (hab./km²): 22,87
Mortalidad infantil hasta 1 año (por mil): 17,97
Expectativa de vida (años): 70,13
Tasa de fertilidad (hijos por mujer): 2,36
Tasa de alfabetización: 89,76%
Índice de Desarrollo Humano (IDH-M): 0,776
- IDH-M Salario: 0,715
- IDH-M Longevidad: 0,752
- IDH-M Educación: 0,862

(Fuente: IPEADATA)